# Marthe Condat

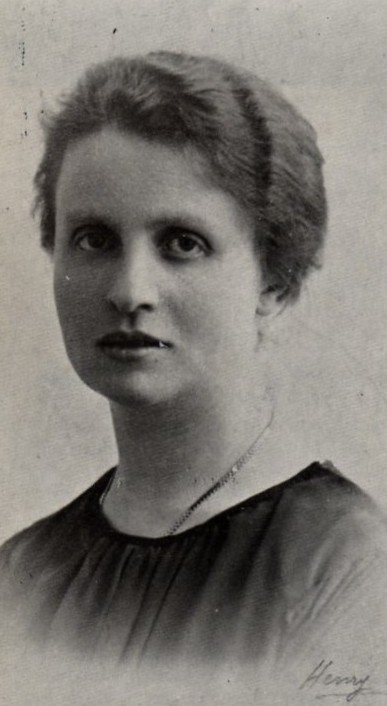
Marthe Condat

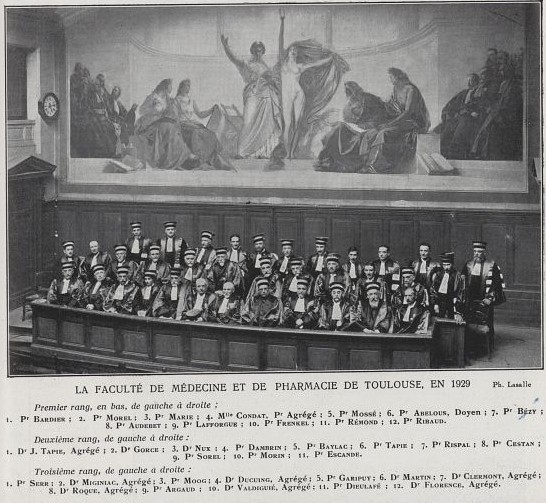
Großer Hörsaal der Fakultät für Medizin und Pharmazie in Toulouse 1929

Marthe Louise Lydie Condat (geboren am 19. Juli 1886 in Graulhet; gestorben am 24. Oktober 1939 in Toulouse) war eine französische Ärztin. Sie war die erste Frau, die in Frankreich die Zulassung zum Medizinstudium erhielt (1923) sowie die erste Frau, die einen Lehrstuhl für Medizin an der Fakultät für Medizin und Pharmazie in Toulouse innehatte (1932).

## Leben
Marthe Condats Vater Georges war Kurzwarenhändler, ihre Mutter Bru Marie Athénaïs Victorine war Modistin.
Nach ihrer Schulzeit in Graulhet zog sie zu ihrer älteren Schwester Honorine nach Toulouse, wo sie die Pension Lafont (die heutige Institution Notre-Dame) besuchte. Am 18. Juli 1903 lobte Marie-Louise Roques, Direktorin der Pension Lafont, im L’Express du Midi den Erfolg von Marthe Condat beim höheren Schulabschluss für Mädchen, den sie sogar vorzeitig absolviert hatte. Am 30. Oktober 1903 legte sie ihr Abitur in Literatur (Rhetorik) mit Auszeichnung ab. Am 18. Juli 1904 erhielt sie ihr Baccalauréat in Literatur und Mathematik mit Auszeichnung.
1905 begann sie ein Studium der Physik, Chemie und Naturwissenschaften; in diesem Jahr fand insbesondere die Aufnahmeprüfung für ein Medizinstudium statt. Ebenfalls in L’Express du Midi vom 11. Juli 1905 hob die Direktorin der Pension Lafont in einer Notiz den Erfolg ihrer Schülerin Marthe Condat hervor, die dank ihrer hohen Intelligenz und ihrer fleißigen Arbeit den ersten Platz belegt und die vier ersten Preise des Auswahlverfahrens gewann.
1906 und 1907 wurde sie jeweils Preisträgerin der Fakultät und gewann den Adrien-Gaussail-Preis (Goldmedaille). Sie war mit Marguerite Dilhan befreundet, der ersten Jurastudentin an der Universität Toulouse und Präsidentin der Étudiantes de Toulouse (Studentinnen von Toulouse).
Ab dem zweiten Halbjahr 1907 besuchte sie die medizinische Fakultät in Paris, wo sie sich für das Externat bewarb und angenommen wurde. Am 15. Mai 1908 trat sie ihren Dienst an. Im folgenden Jahr, 1909, bereitete sie sich auf die Aufnahmeprüfung für die Assistenzarztstelle in den Pariser Krankenhäusern vor und bestand diese mit Bravour als 13. von 60 zugelassenen Bewerbern (sie war die 12. Frau, die diesen prestigeträchtigen Titel erhielt). Marthe Condat war vom 1. Mai 1910 bis zum 1. Mai 1914 Assistenzärztin in den Pariser Krankenhäusern (die Assistenzarztzeit dauerte vier Jahre). In diesen vier Jahren durchlief sie die Pariser Krankenhäuser und spezialisierte sich insbesondere auf Kinderheilkunde. Von 1911 bis 1912 war sie Assistenzärztin in der Entbindungsklinik am Boulevard du Port Royal. Von 1913 bis 1914 absolvierte sie ihre Assistenzarztzeit im Krankenhaus für kranke Kinder.
Im August 1914 wurde der Krieg erklärt und sie nahm freiwillig für weitere fünf Jahre ihren Dienst wieder auf, um den Ausfall des männlichen Personals auszugleichen und den normalen Betrieb des Kinderkrankenhauses zu gewährleisten.
1916 verteidigte sie ihre Doktorarbeit zum Thema „Leukozytolyse und Leukozytenfragilität“.

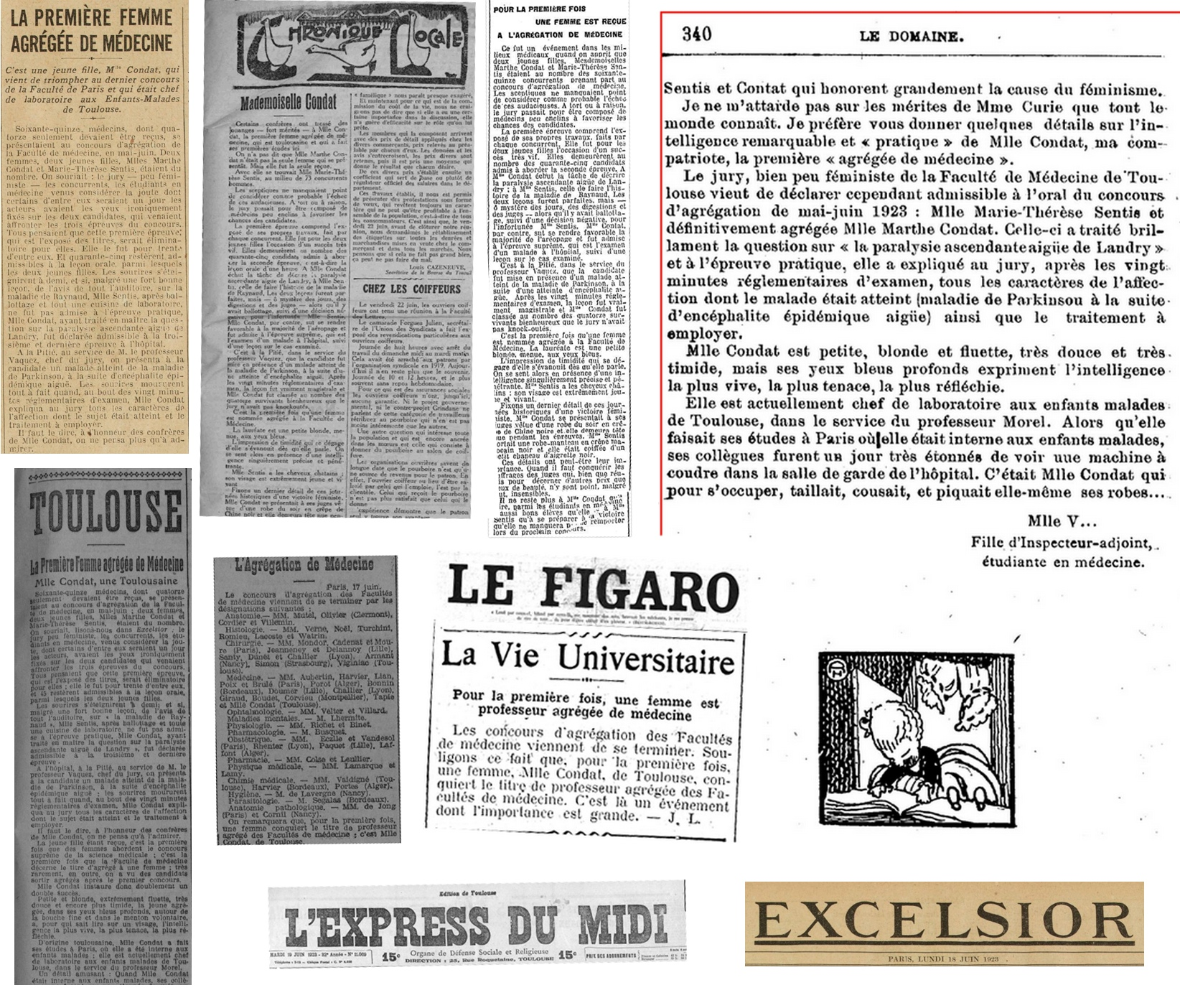
Presseartikel zur Agrégation

1920 kehrte sie nach Toulouse zurück und wurde Laborleiterin in der Abteilung für kranke Kinder. Im Juli 1923 bestand sie die Agrégation und wurde damit die erste Frau in Frankreich, die diese Qualifikation im Fach Medizin erlangte. Anschließend unterrichtete sie medizinische Pathologie.
Nach neun Jahren Wartezeit wurde ihr 1932 der Lehrstuhl für Therapeutik übertragen – zum ersten Mal in Frankreich hatte eine Frau diese Position inne. Nach dem Tod von Professor Joseph Baylac übernahm sie 1936 den Lehrstuhl für Kinderklinik (Kinderheilkunde) und Säuglingspflege. Neben ihrer Lehrtätigkeit veröffentlichte sie wissenschaftliche Artikel und nahm an Kongressen über Hydrologie, Klimatologie und medizinische Geologie teil. Sie starb am 24. Oktober 1939 im Alter von 53 Jahren an einer Hämoptyse infolge einer Lungentuberkulose. Sie ist in der Familiengruft in Toulouse begraben.

## Gedenken

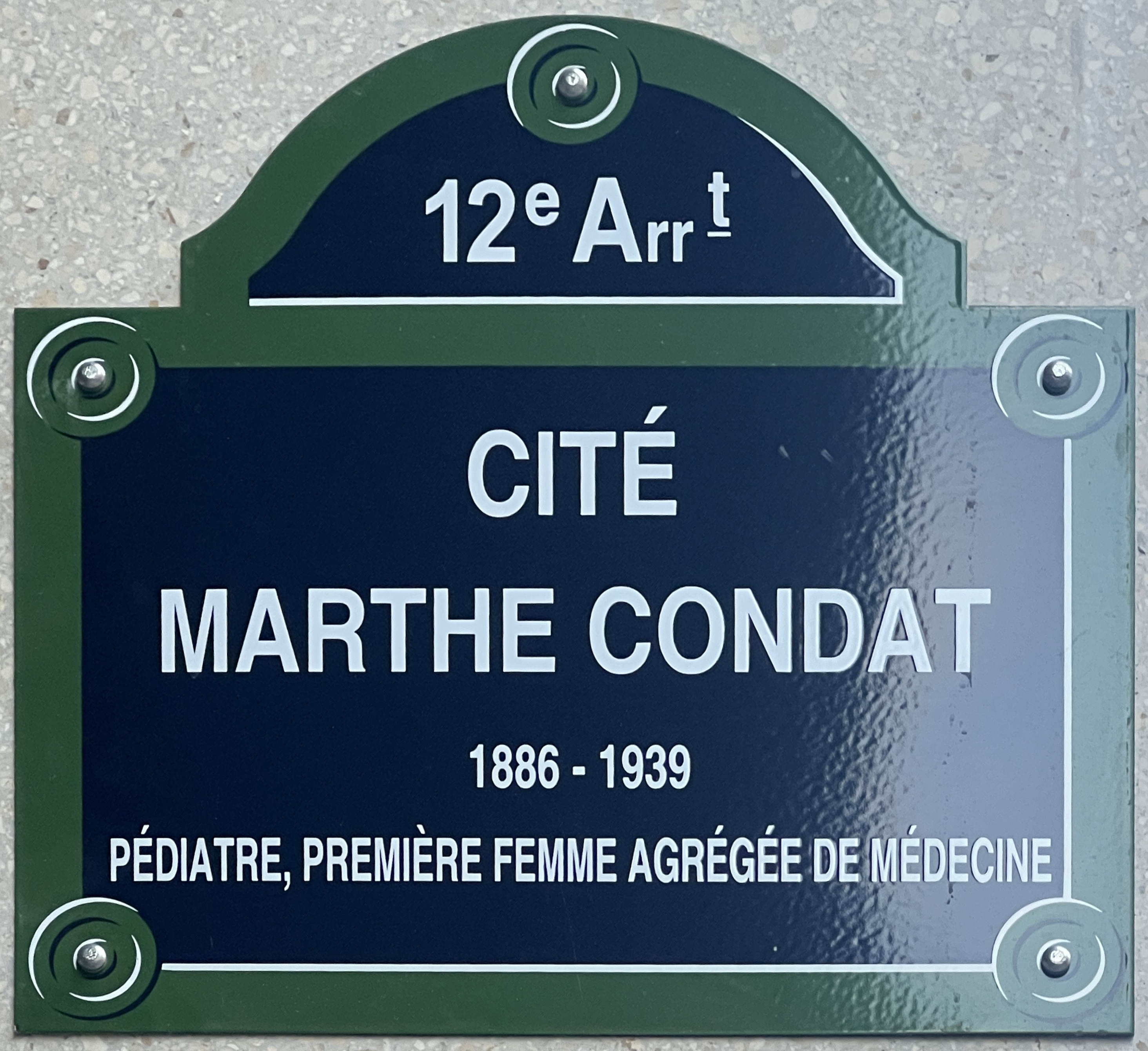
Straße in Paris

Ein Auditorium in der Universität Paul Sabatier in Toulouse ist ebenso nach ihr benannt wie einige Straßen in Frankreich. In ihrem Nachruf hob Dr. Jules Comby hervor, dass für sie die Auszeichnung der Ehrenlegion beantragt worden, diese aber abgelehnt worden sei. Frauen wurden in dieser Zeit deutlich weniger ausgezeichnet als Männer.